# NGC 480
NGC 480 (również PGC 4845) – galaktyka spiralna (Sa), znajdująca się w gwiazdozbiorze Wieloryba. Odkrył ją Francis Leavenworth w 1886 roku.